# Cristián Castañeda
Cristián Alberto Castañeda Vargas (San Vicente de Tagua Tagua, Chile, 18 de septiembre de 1968) es un exfutbolista chileno. Jugaba de lateral derecho o mediocampista por la derecha aunque también actuó de delantero en sus comienzos. Su primer equipo fue General Velásquez. 
Es hermano del también exfutbolista Víctor Hugo Castañeda.
El año 2011 debutó como entrenador de fútbol profesional en Deportes Copiapó de la Primera B de Chile. Anteriormente había sido ayudante técnico en Palestino y Deportes La Serena, también tuvo breves pasos como ayudante técnico en Curicó Unido el año 2012 y en Universidad de Chile en 2016.

## Selección nacional
Fue internacional con la Selección de fútbol de Chile, Disputó 24 partidos entre 1994 y 1998, anotando un gol. Su debut con el equipo nacional se produjo el 27 de marzo de 1994, en un partido frente a Arabia Saudita. Estuvo convocado para la Copa América 1995, aunque no disputó ningún partido.
En la Copa Mundial de Fútbol de 1998 disputó el encuentro que enfrentó a Chile con Austria, y que a la postre sería su último partido con la selección.

### Participaciones en Copa América
| Copa América      | Sede    | Resultado    |
| ----------------- | ------- | ------------ |
| Copa América 1995 | Uruguay | Primera fase |

### Participaciones en eliminatorias a la Copa del Mundo
| Eliminatoria                 | Sede    | Resultado   | Posición | Partidos |
| ---------------------------- | ------- | ----------- | -------- | -------- |
| Clasificatorias Francia 1998 | Francia | Clasificado | 4.º      | 12       |

### Participaciones en Copas del Mundo
| Mundial                        | Sede    | Resultado   |
| ------------------------------ | ------- | ----------- |
| Copa Mundial de Fútbol de 1998 | Francia | 8° de final |

## Clubes

### Como futbolista
| Club                 | País  | Año       |
| -------------------- | ----- | --------- |
| General Velásquez    | Chile | 1989      |
| Palestino            | Chile | 1990-1992 |
| Universidad de Chile | Chile | 1993-2002 |
| Everton              | Chile | 2003-2004 |
| San Marcos de Arica  | Chile | 2005      |

### Como entrenador
| Club             | País  | Año  |
| ---------------- | ----- | ---- |
| Deportes Copiapó | Chile | 2011 |

## Palmarés

### Como jugador
| Título           | Club                 | País  | Año  |
| ---------------- | -------------------- | ----- | ---- |
| Primera División | Universidad de Chile | Chile | 1994 |
| Primera División | Universidad de Chile | Chile | 1995 |
| Copa Chile       | Universidad de Chile | Chile | 1998 |
| Primera División | Universidad de Chile | Chile | 1999 |
| Copa Chile       | Universidad de Chile | Chile | 2000 |
| Primera División | Universidad de Chile | Chile | 2000 |
| Primera B        | Everton              | Chile | 2003 |